# 在バングラデシュモルディブ高等弁務官事務所
在バングラデシュモルディブ高等弁務官事務所（ディベヒ語: ބަންގްލަދޭޝްގައި ހުންނަ ދިވެހިރާއްޖޭގެ ހައިކޮމިޝަން、ベンガル語: মালদ্বীপের হাই কমিশন, ঢাকা、英語: High Commission of the Maldives in Bangladesh）は、バングラデシュの首都ダッカに置かれているモルディブの在外公館である。

## 沿革
1978年9月22日、バングラデシュとモルディブの外交関係が樹立される。
国交樹立後30年近くにわたって高等弁務官や特命全権大使が常駐していなかったが、2008年、アブドゥル・サマド・アブドゥラ博士が常駐では初代となる高等弁務官としてダッカに着任した。2014年4月、モルディブ政府は財政上の制約を理由に一旦ダッカの高等弁務官事務所の閉鎖を決定したが、同年7月に政府はこの決定を見直し、閉鎖はせず規模を縮小するに止めた。
この公館は、モルディブが英連邦から離脱した2016年10月から2020年2月まで、在バングラデシュモルディブ大使館（ディベヒ語: ބަންގްލަދޭޝްގައި ހުންނަ ދިވެހިރާއްޖޭގެ އެމްބަސީ、ベンガル語: মালদ্বীপের দূতাবাস, ঢাকা、英語: Embassy of the Maldives in Bangladesh）と呼ばれていた。モルディブが英連邦の共和国としての地位に復帰した2020年2月1日、この在外公館はモルディブ高等弁務官事務所に戻った。

## 住所
House #20, Road #4, Baridhara Diplomatic Zone, Dhaka 1212

## 大使・高等弁務官
2017年5月23日から特命全権大使を務めていたアイシャト・シャーン・シャーキルが、2020年2月1日より高等弁務官を務めている。